# Фрегат-МАЭ
Фрегат-МАЭ — российская трёхкоординатная РЛС с фазированной антенной решёткой. Предназначена для обнаружения воздушных и надводных целей и выдачи целеуказаний огневым средствам в условиях интенсивного радиопротиводействия. Устанавливается на кораблях малого и среднего водоизмещения. Выпускается в двух модификациях, работающих в высокочастотной и низкочастотной области диапазона E соответственно.
Сканирование по углу места частотное, по азимуту — электромеханическое. Антенный пост установлен на гиростабилизированной платформе.
В РЛС имеется встроенные средства самодиагностики, позволяющие выявить неисправность с точностью до типового элемента замены.
РЛС выполняет следующие задачи:
- отображение воздушной и надводной обстановки;
- обнаружение воздушных (в том числе малоразмерных и низколетящих) и надводных целей;
- выдача целеуказания огневым средствам;
- обеспечение радиолокационными данными средств РЭБ и систем обработки информации.
- идентификация «свой-чужой»;
- сопровождение обнаруженных целей.

Разработчик и производитель — Научно-производственное предприятие «Салют».